# Chaetodermatidae
De Chaetodermatidae is een familie van schildvoetigen uit de orde Chaetodermatida.

## Geslachten
- Chaetoderma Lovén, 1844
- Falcidens Salvini-Plawen, 1968
- Furcillidens Scheltema, 1998